# Лисин, Сергей Прокофьевич
Серге́й Проко́фьевич Лисин (13 [26] июля 1909, Саратов — 5 января 1992, Санкт-Петербург) — советский военный моряк-подводник, командовавший в годы Великой Отечественной войны подводной лодкой С-7 бригады подводных лодок Краснознамённого Балтийского флота. Герой Советского Союза (23.10.1942). Капитан 1-го ранга (26.05.1955). Кандидат военно-морских наук (1956), доцент (1957).

## Биография
Родился 13 (26) июля 1909 года в городе Саратове. Национальность: русский. C 1929 года член ВКП(б). Трудовую деятельность начал в 1926 году слесарем на предприятиях Саратова и Сталинграда, с 1930 года перешёл на комсомольскую работу: секретарь комитета ВЛКСМ на Сталинградской ГЭС, завотделом Сталинградского горкома, заместителем завотделом Нижне-Волжского крайкома комсомола. Был избран делегатом IX съезда ВЛКСМ.
По комсомольской путёвке в октябре 1931 года поступил на флот и зачислен курсантом в Военно-морское училище имени М. В. Фрунзе, которое окончил в 1936 году, после чего служил штурманом на подводных лодках (ПЛ) Щ-313 Краснознамённого Балтийского флота (с мая 1936 года по июнь 1937 года) и Щ-401 (с июня по ноябрь 1937 года) Северного флота. Затем учился на командном отделе Учебного отряда подводного плавания имени С. М. Кирова, который окончил в 1938 году.
С мая по октябрь 1938 года принимал участие в гражданской войне в Испании на стороне республиканского правительства. В должности старшего помощника командира на испанских подводных лодках С-4 (командир Кузьмин Г. Ю.) и С-2 (командир Егоров В. А.) боевых действиях республиканского флота против фашистских ВМС в Испании.
После возвращения из Испании в ноябре 1938 года назначен командиром ПЛ С-7, строящейся в то время в городе Горьком на заводе № 112 «Красное Сормово». Во время строительства занимался формированием и подготовкой экипажа. После постройки лодка прибыла на Балтику и 23 июля 1940 года зачислена в состав Балтийского флота.
Во время Великой Отечественной войны продолжал командовать ПЛ С-7. Рассвет 22 июня 1941 года корабль встретил в море, выполняя задачу по несению дозорной службы. 23 июня лодку атаковали два немецких торпедных катера, но мастерство командира спасло корабль — одна из торпед прошла в нескольких метрах от лодки. К сентябрю 1942 года им было совершено 4 боевых похода, произведено 9 торпедных атак (выпущено 12 торпед) и потоплено 4 транспорта (два финских и два шведских), ещё 2 транспорта были повреждены, взяты в плен капитан и матрос одного из потопленных финских судов. В одном из этих походов впервые произвёл обстрел из 100-мм орудия железнодорожной станции и завода на захваченной врагом территории (в городе Нарва). За боевые заслуги весь экипаж был отмечен правительственными наградами, а командир представлен к званию Героя Советского Союза.
Свой пятый боевой поход капитан 3-го ранга Лисин начал 17 октября 1942 года. Форсировав минные заграждения в Финском заливе, 21 октября сообщил в штаб о выходе ПЛ в открытую часть Балтики, после чего связь с лодкой прекратилась.
Как выяснилось позже, в районе 20 часов 21 октября 1942 года, находясь в надводном положении и производя перезарядку аккумуляторной батареи, ПЛ С-7 была торпедирована финской ПЛ «Весихииси» («Морской чёрт») и затонула. В живых остались только члены экипажа, находившиеся на мостике и сброшенные взрывом в воду. В их числе капитан 3-го ранга Лисин, вахтенный офицер штурман старший лейтенант Михаил Хрусталёв и трое матросов С. Оленин, В. Субботин и В. Куница. Штурман утонул, остальные попали в плен.
С момента гибели ПЛ С-7 и до момента выхода Финляндии из Второй мировой войны в сентябре 1944 года, капитан 3-го ранга Лисин находился в финском лагере военнопленных на Аландских островах.
21 октября 1944 года капитан 3-го ранга Лисин был возвращён из плена, передан финнами советским представителям и отправлен в Подольск, где прошёл проверку в фильтрационном лагере НКВД, подтвердившую его безупречное поведение в плену и закончившуюся полной реабилитацией и восстановлением в кадрах ВМФ. Был направлен для дальнейшего прохождения службы на Тихоокеанский флот: с января 1945 года служил старшим преподавателем курсов офицерского состава Учебного отряда подводного плавания ТОФ. Там же в июле 1945 года ему вручили Золотую Звезду (№ 7123) Героя Советского Союза и орден Ленина в соответствии с Указом Президиума Верховного Совета СССР от 23.10.1942 г. (подписанного за две недели до пленения). В партии его восстановили лишь в 1957 году.
С ноября 1945 года — командир 12-го дивизиона 4-й бригады подводных Лодок ТОФ в Порт-Артуре. С декабря 1947 по март 1948 года являлся заместителем начальника 3-го отделения отдела боевой подготовки 5-го ВМФ СССР на Тихом океане.
С апреля 1948 года Сергей Прокофьевич занимался педагогической деятельностью в Ленинграде, преподавал на Высших специальных офицерских классах подводного плавания и противолодочной обороны КУОПП имени С. М. Кирова. С октября 1953 года служил в 1-м Высшем военно-морском училище подводного плавания имени Ленинского Комсомола: старший преподаватель, начальник кафедры. С сентября 1961 года — заместитель начальника по военно-морской подготовке — начальник военно-морской кафедры в Ленинградском высшем инженерном морском училище имени адмирала С. О. Макарова.
После выхода в отставку в сентябре 1970 года капитан 1-го ранга С. П. Лисин читал курс лекций по морской истории в ЛВИМУ имени адмирала С. О. Макарова, а также являлся ответственным секретарём Ленинградской секции Советского комитета ветеранов войны. Дважды избирался депутатом Ленинского районного Совета депутатов трудящихся города Ленинграда.

Могила С. П. Лисина на Серафимовском кладбище Санкт-Петербурга.

Скончался 5 января 1992 года. Похоронен на Серафимовском кладбище (2-й вязовый участок) Санкт-Петербурга.

## Награды
- Медаль «Золотая Звезда» № 7123 Героя Советского Союза (23.10.1942)
- Два ордена Ленина (23.10.1942, 30.12.1956)
- орден Красного Знамени (26.02.1953)
- Орден Отечественной войны 1-й степени (11.03.1985)
- Орден Красной Звезды (5.11.1946)
- Медаль «За боевые заслуги» (10.11.1945)
- Медаль «За оборону Ленинграда»
- Ряд других медалей

## Память
- В 1965 году в Санкт-Петербурге (Кронштадте), на территории старейшего соединения подводных лодок России, был открыт мемориальный комплекс воинской славы балтийских подводников. Центральным местом мемориала стали монументы с барельефами девяти командиров ПЛ Краснознамённого Балтийского флота, ставших Героями Советского Союза, за мужество и героизм в советско-финскую и Великую Отечественную войны. Среди этих героев и капитан 1-го ранга С. П. Лисин.
- В Саратове его именем названа улица (2014).

## Семья
- Жена — Лисина (Крючкова) Антонина Григорьевна (22 июня 1916 г.р).
- Сын — Лисин Сергей Сергеевич (25 сентября 1945 г.р.).